# Julia Swayne y Mariátegui
Julia Swayne y Mariátegui de Leguía (Lima, 16 de marzo de 1868 - Londres, 20 de septiembre de 1919) fue una socialité y heredera peruana que fue primera dama del Perú de 1908 a 1912 por ser la primera esposa del dos veces presidente Augusto Leguía.

## Biografía
Nació dentro de una prominente familia peruano-escocesa, como hija de Henry Swayne Wallace y Lucía Virginia Mariátegui y Palacio. Su madre era hija del prócer Francisco Javier Mariátegui y ella fue tía del escritor José Carlos Mariátegui. Su padre estableció importantes haciendas azucareras en la costa peruana, que darían lugar a la British Sugar Company Ltd.
El 8 de diciembre de 1890, en la iglesia de La Recoleta, Julia Swayne, de 22 años, se casó con Augusto Leguía y Salcedo. Leguía provenía de una familia sin mucho patrimonio y para ese entonces, gracias a su talento, había logrado conseguir prestigio en los negocios. Sin embargo, su matrimonio con Swayne le facilitó el que se le abrieran las puertas del Club Nacional y del Partido Civil, los cerrados círculos que gobernaron el Perú durante la República Aristocrática.
La pareja tuvo una luna de miel en Chorrillos y se estableció en Miraflores. Tuvieron seis hijos, entre ellos Juan Leguía Swayne.
Su esposo, Augusto Leguía se trasladó a Londres y ahí, en 1896, como apoderado de la Testamentaria Swayne, constituyó junto a la Casa W. R. Lockett & Co., la British Sugar Co., de la que fue gerente. En 1903, Leguía desde el Partido Civil apoyó la candidatura a la Presidencia de Manuel Candamo, quien lo nombró Ministro de Hacienda, siendo luego también primer ministro.
En 1908, Leguía gana las elecciones a la Presidencia de la República, sin embargo, al contrario de su esposo, Julia Swayne no se instala en el Palacio de Gobierno (llegando incluso a no visitarlo nunca) y prefiere permanecer en su chalet miraflorino. Al año siguiente, los opositores del presidente asaltaron el palacio y lo secuestraron exigiéndole su renuncia, ella fue avisada por Emilia Dyer de Durand, esposa del jefe del Partido Liberal Augusto Durand, quien le ofreció refugió, aunque ella no aceptó prefiriendo quedarse con su familia. El golpe fracasó, el presidente llegó a su casa y se reunió con su esposa.
El 24 de julio de 1913, después del final del período presidencial, turbas armadas contrarias al expresidente asaltaron su mansión y Julia Swayne buscó refugio con sus hijas mientras su esposo, sus hijos y algunos mayordomos trataban de defender sus vidas. Ese mismo día, el sucesor de Leguía, Guillermo Billinghurst, lo enviaba a la Penitenciaría de Lima y luego lo deportaba a Panamá, de donde salió partiendo al exilio a Europa. Acompañada de sus hijas, Julia Swayne partió para no volver a Inglaterra donde se encontró con su esposo y sus hijos.
En el exilio inglés, su familia se instaló en Holland Park, Londres, donde su esposo asumió la presidencia de la Cámara Latinoamericana de Cambio y Comercio. A inicios de 1919, su esposo regresó al Perú y se presentó a las elecciones de la Presidencia, que asumió en julio de ese año.
Lamentablemente, el 20 de septiembre de 1919, Julia Swayne fallecía en su casa de Holland Park sin poder regresar al Perú a acompañar a su esposo durante los once años que gobernó, así como tampoco pudo presenciar su desastrosa caída, en 1930. Sus hijos, Augusto y Juan Leguía Swayne también sufrirían de la caída de su padre al ser enviados a prisión.
En 1929, en su honor el actual Instituto Nacional del Niño recibió el nombre de Hospital Julia Swayne de Leguía.
Su viudo se volvería a casar con María Isabel Olivera Mayo y tendría relaciones sentimentales con diferentes mujeres, teniendo de todas ellas a la poetisa Enriqueta Leguía y el exministro Joaquín Leguía Gálvez.